# 歹部
歹部（がつぶ）は、漢字を部首により分類したグループの一つ。
康熙字典214部首では78番目に置かれる（4画の18番目）。

## 概要
歹部には「歹」または「𣦵」や「歺」を筆画の一部として持つ漢字を分類している。
単独の「歹」字は、鋤に似た土を掘る工具を象る象形文字である。『説文解字』では（肉を削り取った後の）残った骨と説明されているが、これは誤った分析である。
「歹」は意符としては「死」の略体として死や傷害に関することを表す。

## 部首の通称
- 日本：かばねへん・がつ・がつへん・しにがまえ・いちたへん・いっせきへん
- 中国：歹字旁
- 韓国：죽을사변부（jugeul sa byeon bu、しぬ死の偏の部）
- 英米：Radical death

## 部首字
歹
- 広韻 - 五割切、曷韻
- 詩韻 - 曷韻、入声
- 三十六字母 - 疑母
- 日本語 - 音：ガツ（漢音）
- 中国語 - ピンイン：è 注音：ㄜˋ ウェード式：o 4
- 朝鮮語 - 訓音：뼈앙상할（ppyeo angsanghal、骨だけを残した） 알(al)

甲骨文
小篆

## 例字
- 死・歿・殆・残・殊・殉・殖・殲